# Ōmiya-Hachimangū (Hyōgo)

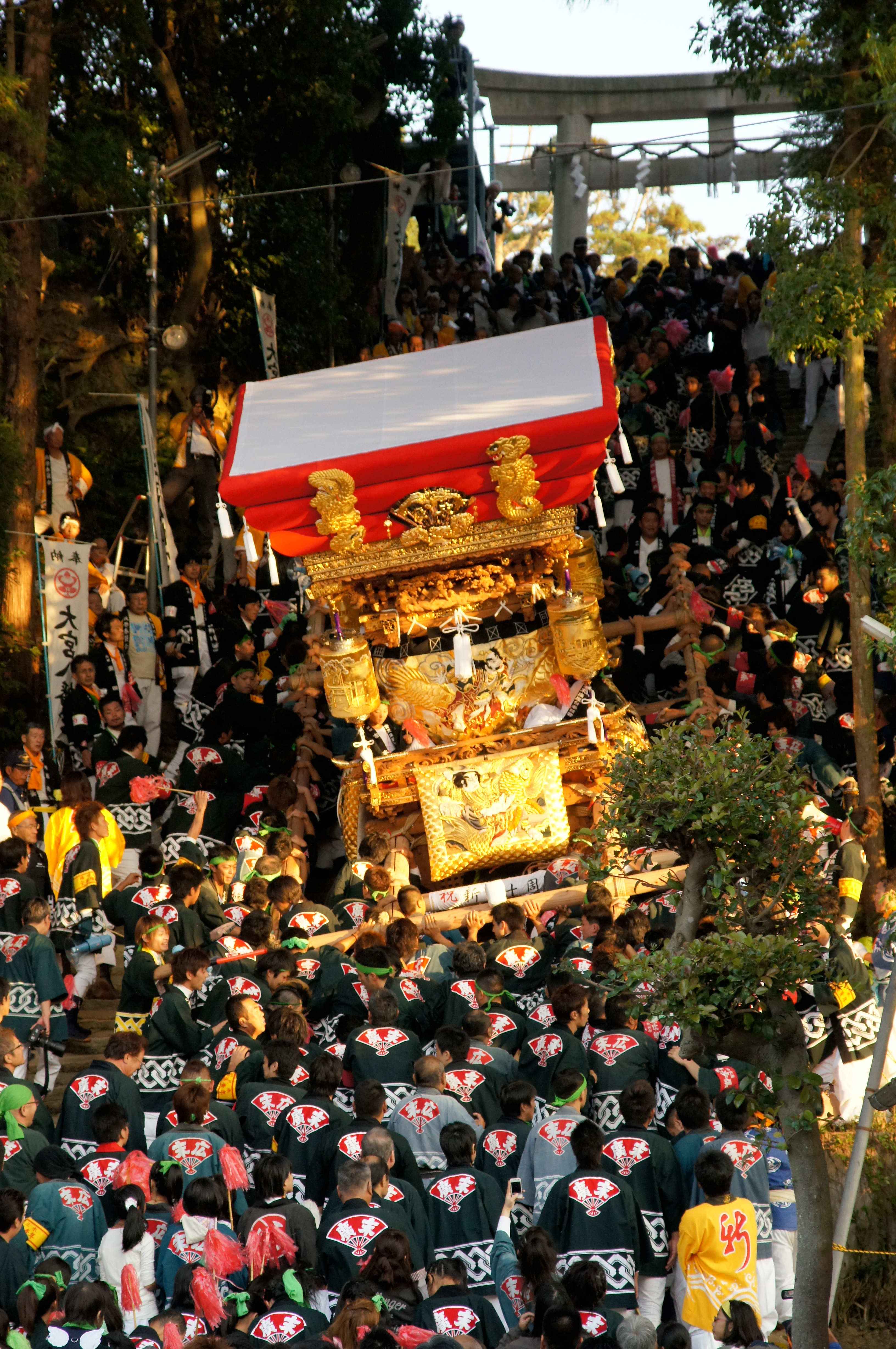
Festival automnal des récoltes de Miki.

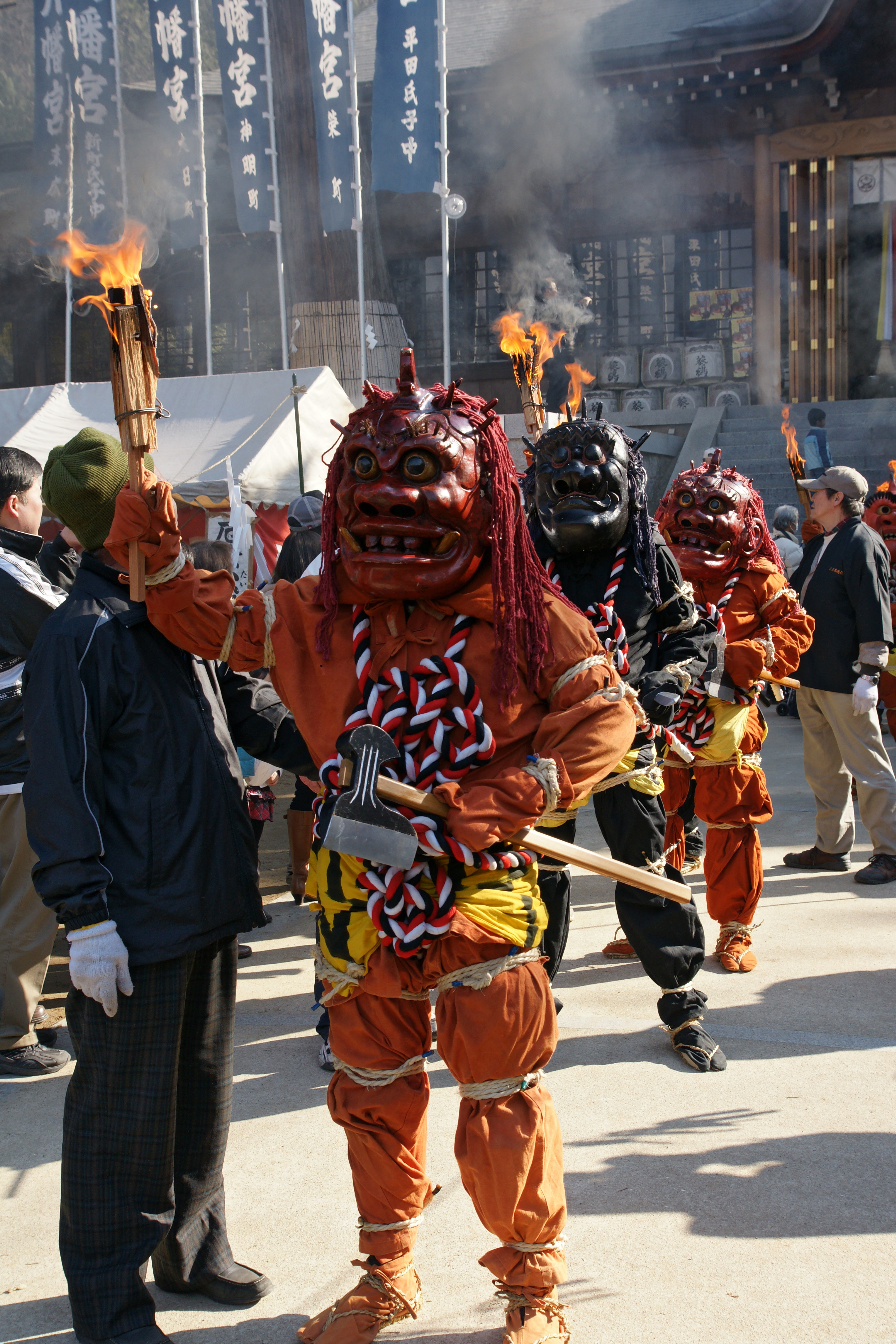
Oni-oi Shiki.

Pour les articles homonymes, voir Ōmiya-Hachimangū.
Ōmiya-Hachimangū (大宮八幡宮) est un sanctuaire shinto situé à Miki, préfecture de Hyōgo au Japon. C'est un sanctuaire Hachiman fondé en 1111 et reconstruit en 1585 après avoir été détruit par un incendie.

## Événements
- Troisième dimanche de janvier : Oni-oi Shiki.
- Deuxièmes et troisièmes samedis et dimanches d'octobre : festival automnal des récoltes de Miki.